# Горохов, Павел Максимович
Па́вел Макси́мович Горо́хов (1914 — 1969) — советский конструктор вооружений. 

## Биография
Родился 11 (24 мая) 1914 года в Феодосии. В молодые годы работал слесарем на заводе имени К. Е. Ворошилова в Ворошиловске.
Окончил Киевский индустриальный институт (1938) и Артиллерийскую академию имени Ф. Э. Дзержинского (1941).
В 1942 — 1969 годах работал в СКБ НКВ (КБМ, Коломна): руководитель группы, начальник отдела, начальник КБ.
Ведущий конструктор по разработке и испытаниям бесшумно-беспламенной 82-мм мины, 120, 160, 240 и 420 мм снарядов для безоткатных орудий Б-10 и Б-11. Один из создателей теоретических основ разработки противотанковых ракетных комплексов.
Умер 17 октября 1969 года в Коломне. 

## Награды и премии
- Сталинская премия второй степени (1951) — за работу в области военной техники